# Manny Lagos
Manuel Lagos (Saint Paul, 11 giugno 1971) è un allenatore di calcio ed ex calciatore statunitense con passaporto spagnolo, di ruolo centrocampista.

## Palmarès

### Giocatore

#### Club
- Campionato MLS: 1

Columbus Crew: 2004

#### Nazionale
- Giochi panamericani: 1

1991
- Gold Cup: 1

2002

### Allenatore
- Campionato NASL II: 1

Minnesota United Football Club: 2011